# Зонненберг-Винненберг
Зонненберг-Винненберг (нем. Sonnenberg-Winnenberg) — община в Германии, в земле Рейнланд-Пфальц. 
Входит в состав района Биркенфельд. Подчиняется управлению Биркенфельд.  Население составляет 499 человек (на 31 декабря 2010 года). Занимает площадь 2,87 км².